# Акрилоилхлорид
Акрилоилхлорид (проп-2-еноилхлорид, акрилил хлористый) — непредельное органическое соединение, хлорангидрид акриловой кислоты. Бесцветная жидкость. Применяется в органическом синтезе для получения акрилатов, акриламида, ангидрида акриловой кислоты, различных сополимеров.

## Получение
- Отгонка из смеси акриловой кислоты и избытка бензоилхлорида. Выход акрилоилхлорида достигает 70 %[3]:

{\displaystyle {\ce {CH2=CHCOOH + C6H5COCl -> CH2=CHCOCl + C6H5COOH}}}
- Взаимодействие акриловой кислоты с оксихлоридом фосфора или сульфурилхлоридом[2]:

{\displaystyle {\ce {CH2=CHCOOH + SO2Cl2 -> CH2=CHCOCl + HCl + SO3}}}
- Дегидрохлорирование 3-хлорпропионилхлорида[2]:

{\displaystyle {\ce {CH2Cl-CH2COCl ->[kat] CH2=CHCOCl + HCl}}}

## Физические свойства
Акрилоилхлорид представляет собой бесцветную жидкость. Гидролизуется водой, хорошо растворим в хлороформе.

## Химические свойства
- Способен образовывать сополимеры с этиленом, пропиленом, гексеном-1, октадеценом-1, изобутиленом, стиролом и другими органическими соединениями. Сополимеризация проходит при различных условиях: для реакции с этиленом, пропиленом и изобутиленом подходит температура −78 °C, для стирола приемлема температура −10 °C, для гексена-1 — 0 °C. Реакции сополимеризации акрилоилхлорида проводят в присутствии комплексообразователя, в качестве которого обычно используют Al(C2H5)1,5Cl1,5[5].

- С аммиаком образует акриламид, что используется для синтеза данного соединения[6]:

{\displaystyle {\ce {CH2=CHCOCl + NH3 -> CH2=CHCONH2 + HCl}}}
- Способен ацилировать различные органические соединения. К примеру, амины, тиоцианаты щелочных металлов, а также диамины, с которыми образует соли вследствие выделения хлороводорода в процессе реакции[7][8]:

{\displaystyle {\ce {CH2=CHCOCl + RNH2 -> CH2=CHCONHR + HCl}}}
{\displaystyle {\ce {CH2=CHCOCl + NH2-R-NH2 -> CH2=CHCONH-R-NH3Cl}}}
{\displaystyle {\ce {CH2=CHCOCl + KSCN -> CH2=CHCONCS + KCl}}}
- Гидролизуется водой:

{\displaystyle {\ce {CH2=CHCOCl + H2O -> CH2=CHCOOH + HCl}}}

## Безопасность
Акрилоилхлорид относится к высокотоксическим веществам. (Класс опасности 2). Оказывает общетоксическое и специфическое раздражающее действие, причём сильнее, чем акриловая кислота и её ангидрид. Прижигающе действует на слизистые оболочки дыхательных путей, глаз и кожу. Восстановительные процессы протекают длительно.
Меры профилактики токсического действия акрилоилхлорида включают в себя хорошую вентиляцию помещения, герметизацию процессов для устранения выделения паров данного вещества, а также тщательную защиту глаз и кожи. При высоких концентрациях в воздухе рабочей зоны используется фильтрующий противогаз марки А.
Порог раздражающего действия составляет 24 мг/м3. ПДК в воздухе рабочей зоны равна 0,3 мг/м3 по ГОСТ 12.1.007-76.
ЛД50 — 20-134 мг/кг на белых мышах.